# Дурьодхана
Дурьодхана (хинди दुर्योधन, IAST: Duryodhana, букв. «лихо сражающийся») — главный отрицательный герой древнеиндийского эпоса «Махабхарата», старший из ста братьев-Кауравов, любимый сын и наследник слепого царя Дхритараштры и царицы Гандхари.
Дурьодхана является земным воплощением Кали, демона игральных костей, злосчастья и раздора. На знамени Дурьодханы изображён слон из драгоценных камней. Дурьодхана был рождён чудесным образом по воле Шивы в дар демонам асурам, при его рождении завыли шакалы, и мудрецы сказали царю и царице, что их старший сын будет истребителем рода. Но чадолюбивый царь не пожелал пожертвовать первенцем ради благополучия династии и подданных (ср. с Приамом и Гекубой, которые избавились от Париса после вещего сна и предсказания, что из-за принца погибнет Троя).
Дурьодхана с детства соперничает со своими двоюродными братьями Пандавами (старший Пандава принц Юдхиштхира родился на год раньше Дурьодханы и по праву должен занять трон Хастинапурa). Распря между Кауравами с Дурьодханой во главе и Пандавами составляет основу фабулы «Махабхараты».
Ещё в юности у Дурьодханы «от жадности к господству зародилось преступное намерение»: он покушается убить самого могучего из Пандавов — Бхимасену, — а затем пытается сжечь всех пятерых братьев и их мать Кунти в специально построенном смоляном доме. Побратимом, ближайшим советником и могучим вассалом Дурьодханы становится старший единоутробный брат Пандавов доблестный Карна — внебрачный сын царевны Кунти, от которого она отказалась во младенчестве. Безродный Карна питает к Пандавам неутолимую ненависть, и сказание неоднократно подчёркивает, что без его поддержки и пособничества Дурьодхане не удалось бы довести распрю с Пандавами до кровопролитной битвы.
На сваямваре (выбор жениха невестой) царевны панчалов Драупади Дурьодхана не смог натянуть богатырский лук, и невеста досталась Пандавам. Несмотря на противодействие Дурьодханы и Карны, старый царь Дхритараштра отделяет своим племянникам Пандавам полцарства. Дурьодхана страдает от зависти к Пандавам, которые основали столицу Индрапрастху, построили прекрасный дворец и покорили окрестные царства. Побывав во дворце у Пандавов на жертвоприношении раджасуя, где Юдхиштхира помазан царём царей, Дурьодхана от горя думает о самоубийстве («С огорчённой душою и охваченный ненавистью, он бродил по дворцу»), но его дядя царь Шакуни предлагает вызвать Пандавов на игру в кости и лишить их царства. С согласия царя Дхритараштры и вопреки возражениям мудрецов царя Юдхиштхиру вызывают для игры в Хастинапур. Шакуни, известный искусством игры в кости, жульнически побеждает Юдхиштхиру, и Пандавы отправляются в изгнание, лишившись своей доли царства на тринадцать лет. Подстрекаемый Карной Дурьодхана надеется за это время собрать могучее войско и приобрести любовь подданных, так что возвращать царство Пандавам не придётся. По истечении срока изгнания Пандавы направляют послом в Хастинапур своего двоюродного брата Кришну, но Дурьодхана, уверенный в своей силе, нарушает условия договора и отказывает соперникам не только в половине царства, но даже в пяти деревнях. Сказание устами рассказчика «Махабхараты» Вайшампаяны обвиняет в развязывании войны предводителя Кауравов: «Коварный и злой царь Дурьодхана, обесславивший потомков Куру, был ненавистным всему миру и презреннейшим из людей мужем раздора, который вызвал опустошение на всей земле. Благодаря ему вспыхнула великая вражда, погубившая всё живущее».
Перед битвой Кришна предлагает двум сторонам на выбор своё войско или себя самого (с условием, что он не возьмёт оружия в руки). Дурьодхана выбирает войско Кришны, Арджуна (средний из Пандавов) — самого Кришну в качестве возничего. Так сказание подчёркивает, что разуму и справедливости нечестивый Дурьодхана предпочитает силу. Дурьодхане удаётся собрать в своё войско самых могучих витязей: деда Пандавов и Кауравов неодолимого Бхишму, военных наставников Пандавов и Кауравов Дрону и Крипу, и главного ненавистника Пандавов их сводного брата Карну. Перед битвой из-за ссоры с Бхишмой, которого Дурьодхана назначил главнокомандующим, Карна, сам претендовавший на пост главнокомандующего, отказывается сражаться, пока Бхишма жив: «Я складываю своё оружие!» После убийства Бхишмы Карна берётся за оружие, но, несмотря на мощь и доблесть побратима, Дурьодхана в нём разочарован: даже Карна не в силах одолеть Пандавов, находящихся под защитой Кришны. На протяжении 18-дневной битвы Дурьодхана неизменно проявляет доблесть, но после гибели Карны понимает, что армия Кауравов обречена. Пользуясь знанием магии, обессиленный и отчаявшийся Дурьодхана прячется на дне озера, но, не выдержав упрёков Юдхиштхиры в трусости, выходит на последний бой с Пандавами, который решит, кому достанется царство. Дуэль на палицах происходит между Дурьодханой и самым могучим из Пандавов Бхимасеной в присутствии Кришны и его старшего брата праведного Баларамы. Дурьодхана уступает Бхимасене в мощи, но более ловок во владении палицей — он ежедневно тренировался, готовясь к этому поединку на протяжении тринадцати лет. Кришна видит, что в честной дуэли Бхимасене не одолеть противника, и подсказывает ему запрещённый приём — удар по бедру (удары ниже пупа были запрещены правилами поединка на палицах). Дурьодхана повержен, Бхимасена отвратительно глумится над умирающим, попирая ногой его голову. В предсмертной речи Дурьодхана говорит о своей счастливой жизни могучего царя и прекрасной смерти доблестного воина. Через много лет вознесясь на небо, Юдхиштхира с негодованием видит Дурьодхану благоденствующим в раю — доблестно сражаясь и погибнув («принеся себя в жертву оружию») он действительно искупил все свои прегрешения.
В текстах «Махабхараты» Дурьодхану часто называют Суйодханой. Б. Л. Смирнов по поводу этого имени замечает: «В литературе встречается взгляд, что различное наименование первенца Дхритараштры свидетельствует о смешении двух редакций: прокауравской и пропандавской, причём за имя с положительным значением принималось имя Суйодхана, а с отрицательным — Дурйодхана. Однако против такого понимания можно выдвинуть ряд возражений: далеко не всегда в сложных словах „душ“ (дур) понимается в смысле „плохой“. Ведь нельзя же переводить эпитет богини Кали „Дурга“ через „плохо ходящая“, а не через „труднодостижимая“. Кроме того, в семье Дхритараштры слово „дур“ встречается в ряде имён, а не только в имени Дурйодхана. Мне не приходилось ни разу встречать имя Суйодхана в речи сторонников Дурйодханы: его сторонники, все без исключения, называют первенца Дхритараштры Дурйодханой. Суйодханой называют его только противники и особенно часто в состоянии раздражения против него. Совершенно ясно, что все, коверкающие это имя, придают ему отрицательный смысл: „легкоодолимый“».